# La máquina del millón
La máquina del millón es un programa concurso, adaptación peruana del formato israelí "The Money Pump". Es presentado una vez por semana, por el periodista Beto Ortiz en la señal de Latina. Se estrenó el 20 de julio de 2014, en su tercer programa, el programa cambio de horario de 19:00 horas a las 21:00 horas.

## Producción
Luego de haber conducido El valor de la verdad, Beto Ortiz en el 2014 presentó a su canal de televisión, en ese entonces Frecuencia Latina el piloto del programa "The Money Pump".

"Aquí felices y contentos grabando la promoción de mi nuevo programa para que tengan siempre nuevas ideas qué copiar"
 Twitter de Beto Ortiz

Con este tuit del 15 de mayo de 2014, el periodista se refirió al programa Gisela, el gran show, ya que este tenía un segmento casi idéntico al de El valor de la verdad.
En un principio se supo por el diario peruano El Comercio que ocuparía el horario de El valor de la verdad, los sábados a las 10 p. m., ya que este había caído en el índice de audiencia, frente a su competencia directa  Gisela, el gran show. El horario sería confirmado por la prensa escrita y las promociones para el programa.
Antes del estreno del programa el canal de televisión ATV, lanzó un breve spot el 3 de julio donde promocionarían un programa similar al de "La máquina del millón", semanas después se supo el nombre del nuevo programa "Atrapa un millón" formato español que será conducido por Mónica Zevallos. Los dos programas tuvieron comparaciones entre sí por la prensa, tildándolos de una "nueva lucha por el rating". Cuando preguntaron al periodista sobre el tema él respondió:

“Me parece genial. Ya he competido con una rubia. ¿Por qué no competir con otra?”.
  Beto Ortiz a Perú21.pe

Unas horas antes del estreno, en el programa dominical "Reporte Semanal", se mostró que el productor del programa israelí, se sintió augusto y señaló que el set del programa en Perú es uno de los más ambiciosos.
La producción del programa realizó los castines el 22,23 y 24 de mayo en la Av. Salaverry 1840 de Jesús María, llamando a parejas, a partir de los 18 años.

## Mecánica
Los participantes frente a una enorme máquina propulsora de billetes y tendrán que contestar ocho preguntas para conseguir que la máquina se detenga y puedan llevarse a casa dinero en efectivo.

## Audiencia
El día del estreno el hashtag propuesto por el programa #máquinadelmillón fue tendencia. El espacio compitió en el horario con ¿Sabes más que un niño de primaria? de América Televisión y "Nunca más" de Andina de Televisión.
Según Ibome Time el programa hizo una audiencia de 10,4 puntos de índice de audiencia en su estreno.
| Fecha                            | Aundiencia  | Ubicación         |
| -------------------------------- | ----------- | ----------------- |
| Domingo 20 de julio de 2014      | 10.4 puntos | 4.º puesto        |
| Domingo 27 de julio de 2014      | 11.6 puntos | 1.er puesto       |
| Domingo 3 de agosto de 2014      | 13.3 puntos | 2.º puesto        |
| Domingo 10 de agosto de 2014     | 12.4 puntos | 1.er puesto       |
| Domingo 17 de agosto de 2014     | 09.7 puntos | 3.er puesto       |
| Domingo 24 de agosto de 2014     | 13.7 puntos | 2.º puesto        |
| Domingo 31 de agosto de 2014     | 10.9 puntos | 2.º puesto        |
| Domingo 7 de septiembre de 2014  | 10.3 puntos | 3.er puesto       |
| Domingo 14 de septiembre de 2014 | 14.2 puntos | 2.º puesto        |
| Domingo 21 de septiembre de 2014 | 9.9 puntos  | 4.º puesto puesto |
| Domingo 28 de septiembre de 2014 | 9.9 puntos  | 4.º puesto puesto |

## Críticas
Las críticas fueron hechas por Fernando Vivas.

## Versiones internacionales
El formato de televisión creado en Israel se exportó en Perú, Estados Unidos y en Vietnam.

### Ediciones extranjeras
| País                      | Título                    | Canal   | Presentador(es) | Estreno                              | Final                                        |
| ------------------------- | ------------------------- | ------- | --------------- | ------------------------------------ | -------------------------------------------- |
| Israel (formato original) | משאבת הכסף Mishivt heklif | Canal 2 | Lior Suchard    | 11 de mayo de 2012                   | 3 de agosto de 2012                          |
| Perú                      | La máquina del millón     | Latina  | Beto Ortiz      | 20 de julio de 2014                  | 28 de septiembre de 2014                     |
| Vietnam                   | Sàn đấu thời gian         | HTV7    | My Tram         | 1 de octubre de 2015                 | 2017                                         |
| Estados Unidos            | The Money Pump            | CBS     | Kevin Frazier   | 26 de abril de 2013 (Fecha original) | Piloto no emitido. Posteriormente rescatado. |